# Międzynarodowa interwencja przeciwko Państwu Islamskiemu
Międzynarodowa interwencja przeciwko Państwu Islamskiemu – autoryzowana 7 sierpnia 2014 przez prezydenta Stanów Zjednoczonych Baracka Obamę operacja sił powietrznych tego państwa i zbrojnej koalicji międzynarodowej, w skład której weszły państwa zachodnie i niektóre kraje arabskie, wymierzona w terrorystów ISIS, dopuszczających się masakr na ludności cywilnej podczas prowadzenia działań militarnych na terytorium Iraku i Syrii.
Równocześnie z operacją lotniczą prowadzona była przez szereg państw zachodnich i arabskich operacja humanitarna polegająca na pomocy uchodźcom, w szczególności jezydom. Ponadto wiele krajów zadeklarowało gotowość wsparcia militarnego w postaci zbrojenia kurdyjskich sił zbrojnych Peszmerga, walczących z Państwem Islamskim.
Operacja lotnicza Stanów Zjednoczonych na terytorium Iraku rozpoczęła się 8 sierpnia 2014. 10 września 2014 prezydent Stanów Zjednoczonych, Barack Obama, ogłosił strategię walki przeciwko Państwu Islamskiemu, która przewidywała rozszerzenie nalotów na Syrię. Stało się to 23 września 2014. Do bombardowań celów na terytorium Syrii do Stanów Zjednoczonych przyłączyły się kraje arabskie. Wobec ekspansji Państwa Islamskiego na Libię i Nigerię, regionalne siły międzynarodowe dokonały ataków na pozycje Państwa Islamskiego w tychże krajach.
Międzynarodowa interwencja przeciwko Państwu Islamskiemu doprowadziła do znacznego zniszczenia potencjału bojowego Państwa Islamskiego na Bliskim Wschodzie, zahamowała ekspansję terytorialną samozwańczego kalifatu na terytorium Syrii i Iraku oraz wspomagała lokalne siły w postaci syryjskiej opozycji zbrojnej, kurdyjskich ugrupowań militarnych i irackich sił bezpieczeństwa w prowadzeniu działań wojennych przeciwko Państwu Islamskiemu.

## Geneza
W sierpniu 2014 Państwo Islamskie rozpoczęły szeroko zakrojoną operację w muhafazie Niniwa w Iraku na ziemiach zamieszkiwanych przez Kurdów, jezydów i chrześcijan. Po zajęciu 3 sierpnia 2014 miasta Sindżar doszło do masakry na 500 jezydach. Po tych wydarzeniach oraz po dalszych czystkach w wykonaniu dżihadystów, Barack Obama podjął decyzję o prewencyjnych uderzeniach wymierzonych w bojowników Państwa Islamskiego oraz wsparcia lotniczego podczas działań pokojowych prowadzonych przez kurdyjskie siły zbrojne Peszmerga i irackie siły bezpieczeństwa.
Aby operacja w Iraku była skuteczna, Barack Obama ogłosił strategię rozszerzeniu nalotów na Syrię, gdzie Państwo Islamskie, wykorzystując zamęt wojny domowej, zbudowało swoje fundamenty, wdając się w walki z syryjskimi bojownikami i siłami rządowymi, w czego efekcie dżihadyści podbili północną i wschodnią część Syrii.

## Kampania lotnicza na terytorium Iraku

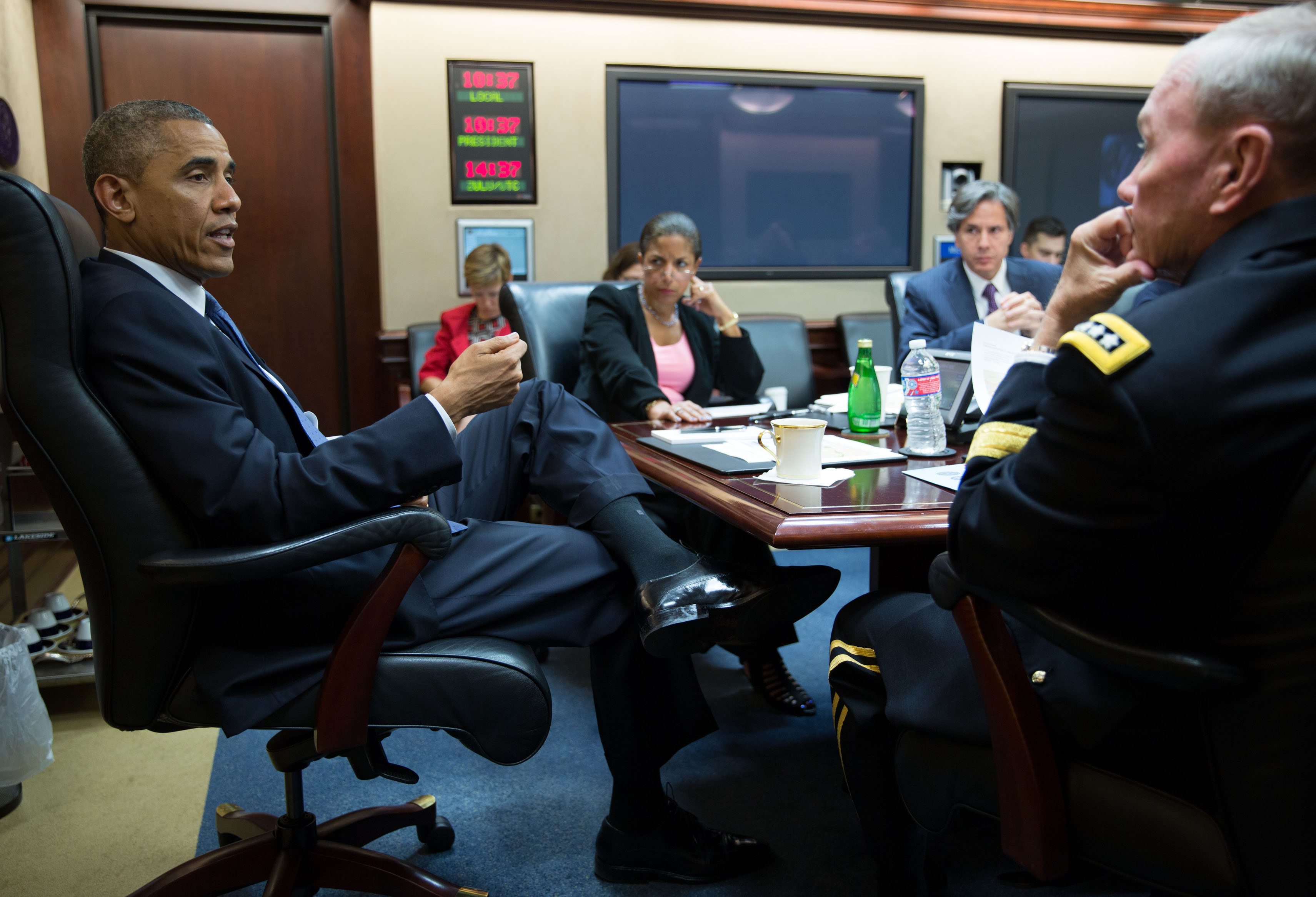
Barack Obama na naradzie przed ogłoszeniem operacji lotniczej, 7 sierpnia 2014

Wieczorem 7 sierpnia 2014, prezydent Barack Obama zezwolił na selektywne naloty wymierzone w bojowników Państwa Islamskiego w północnej części Iraku i zrzuty pomocy humanitarnej oraz zapasów dla oblężonych irackich mniejszości religijnych chrześcijan i jezydów. Swoją decyzję wygłosił w orędziu do narodu. Już 7 sierpnia 2014, dwa samoloty transportowe Lockheed C-130 Hercules oraz Boeing C-17 Globemaster III dokonały zrzutów żywności i wody pitnej w górach Sindżar, gdzie schroniły się setki jezydów po zajęciu i masakrze w Sindżarze. Kolejne zrzuty pomocy humanitarnej dla jezydów miały miejsce 9 sierpnia 2014.
Do bojowej operacji pod kryptonimem „Inherent Resolve” jako pierwsze przystąpiły 8 sierpnia 2014 cztery samoloty myśliwsko-szturmowe McDonnell Douglas F/A-18 Hornet, które wystartowały z pokładu lotniskowca USS George H.W. Bush (CVN-77). Lotnictwo USA o godz. 13.45 czasu miejscowego za pomocą 230-kilogramowych pocisków naprowadzanych laserowo zaatakowało osiem pozycji IS pod Irbilem, niszcząc stanowiska artyleryjskie oraz konwój militarny i broń. 9 sierpnia 2014 siły lotnicze USA w górach Sindżar od godz. 11:20 do 15:00 czasu lokalnego doszło do czterech nalotów, w czasie których zniszczono cztery transportery opancerzone oraz jeden pojazd nieopancerzony. 10 sierpnia 2014 lotnictwo dokonało pięciu nalotów na pozycje islamistów. Zbiegło się to ze szturmem Peszmergi na miasta Machmur i Al-Kuwajr.
12 sierpnia 2014 w nalotach USA na stanowiska Państwa Islamskiego na wschód od Mosulu śmierć poniosło 35 ekstremistów. Zniszczono również znaczne ilości uzbrojenia. W międzyczasie do Iraku przybyło również 130 amerykańskich doradców wojskowych, których celem było ocenić rozmiary kryzysu humanitarnego w regionie miasta Sindżar. Dzięki nalotom USA i kontrofensywie Peszmergi 13 sierpnia 2014 załamało się oblężenie gór Sindżar w których schronili się jezydzi. Jednocześnie władze USA utrzymywały, iż ewakuacja jezydów nie wchodziła w grę. 14 sierpnia 2014 zniszczono trzy pojazdy opancerzone, w tym pojazd MRAP.
17 sierpnia 2014 Peszmerga przy wsparciu amerykańskich samolotów szturmowych dokonała ataku na Mosul, odbijając z rąk IS dzielnicę Baszika i Al-Hamdanijja. Ponadto w prowincji Niniwa siły kurdyjskie weszły do miast Batnaja, Bakuka, Tall Safik. Peszmerga i ISF ruszyły także na zaporę w Mosulu, która został odbita 17 sierpnia 2014. Łącznie w dniach 16-17 sierpnia 2014 amerykańskie lotnictwo dokonało 23 uderzeń na pojazdy i punkty kontrolne, rozmieszczone wokół Mosulu. W nalotach wokół zapory Mosul śmierć poniosło kilkudziesięciu rebeliantów. Zniszczono także 90 celów wroga, w tym 10 samochodów pancernych, siedem pojazdów wielozadaniowych, dwa transportery opancerzone oraz jeden punkt kontrolny. W ciągu 10 dni operacji lotniczej dokonano 68 nalotów na pozycje islamistów w północnym Iraku.
W odwecie za amerykańską operację lotniczą wymierzoną w Państwo Islamskie islamiści dokonali egzekucji na amerykańskim fotoreporterze Jamesie Foleyu, porwanym 22 listopada 2012 w Syrii. Zostało to uwiecznione na nagraniu wideo opublikowanym 19 sierpnia 2014. Oprawcy zażądali od Baracka Obamy zaprzestania bombardowań, grożąc egzekucją kolejnego zakładnika, Stevena Joela Sotloffa, porwanego 4 sierpnia 2013. Film z egzekucji Stevena Sotloffa został opublikowany przez Państwo Islamskie 2 września 2014. W odpowiedzi na międzynarodową interwencję ekstremiści w następnych dniach i tygodniach ścięli kolejnych wcześniej porwanych zakładników. 13 września 2014 i 3 października 2014 opublikowano filmy z egzekucji Brytyjczyków Davida Hainesa i Alana Henninga. Za morderstwami Amerykanów i Brytyjczyków stał posiadający obywatelstwo brytyjskie Muhammad Emwazi. 24 września 2014 na terenie Algierii francuski turysta Hervé Gourdel został ścięty przez ugrupowanie Dżund al-Khalifa (Żołnierze Kalifatu), które zobowiązało się wcześniej do wierności Państwu Islamskiemu. Był to odwet za podjęcie przez lotnictwo francuskie operacji na terenie Iraku.
W operacjach bojowych na północ od Mosulu w dniach 19-21 sierpnia 2014 amerykańskie lotnictwo dokonało 22 uderzeń z powietrza. Po zwycięstwie Kurdów podczas bitwy o tamę mosulską, amerykańskie siły lotnicze wspierały Peszmergę podczas szturmu na Zumar, który rozpoczął się 22 sierpnia 2014. W dniach 23-24 sierpnia 2014 w nalotach USA zniszczone zostały pojazdy należące do IS w tym przechwycony amerykański pojazd Humvee. Zumar padł 28 sierpnia 2014. Tego samego dnia w trzech nalotach USA pod Ibrilem i tamą mosulską, zniszczonych zostało pięć pojazdów w tym ciężarówka i amerykański Humvee. Pod koniec sierpnia amerykańskie lotnictwo dokonało czterech uderzeń podczas przełamiania oblężenia Amirli.
We wrześniu 2014 lotnictwo USA wspierało Kurdów podczas operacji zbrojnych wokół Tilkifu, Batnaji i Chaziru, leżące pod Mosulem. W dalszym ciągu Amerykanie bombardowały pozycje dżihadystów pod Ibrilem. 7 września 2014 lotnictwo USA rozszerzyło swoją kampanię powietrzną na prowincję Anbar, gdzie ostrzeliwano rebeliantów pod strategiczną hydroelektrownią Hadisa. 15 września 2014 amerykańskie lotnictwo dokonało nalotów tuż przy administracyjnej granicy Bagdadu. Do połowy września 2014, lotnictwo amerykańskie dokonało 162 uderzeń (96 w okolicach Mosulu, 30 pod Ibrilem; 17 pod Hadisą; 13 w Górach Sindżar; cztery pod Amirli i jeden pod Bagdadem).

## Międzynarodowa operacja humanitarna i wsparcie wojskowe dla Kurdów

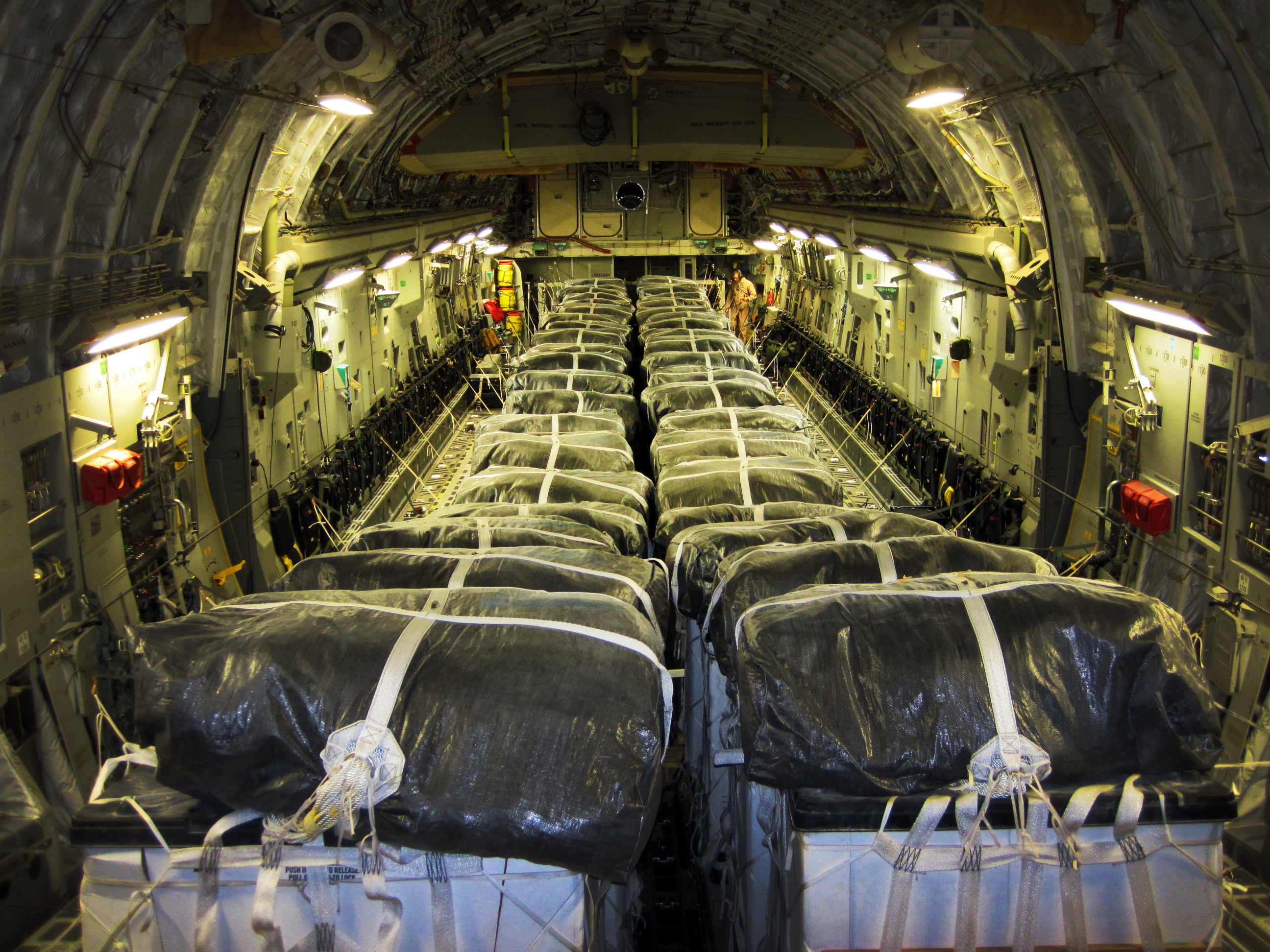
Załadowany pomocą humanitarną Boeing C-17 Globemaster III

Pierwsze zrzuty pomocy humanitarnej Wielkiej Brytanii w Górach Sindżar miały miejsce 10 sierpnia 2014. Australia uczyniła to 14 sierpnia 2014. Niemcy przyznały natychmiastową pomoc humanitarną w wysokości 2,9 mln euro. Z kolei Francja, oprócz przyłączenia się do operacji humanitarnej, ogłosiła wysłanie statku z bronią dla Kurdów.
Kurdów bezpośrednio dozbrajały również Stany Zjednoczone. Następnie na dostarczenie broni i towarów wojskowych dla bojówek kurdyjskich zgodziły się Wielka Brytania, Niemcy, Włochy, Kanada, Finlandia i Francja. W niemieckich transportach dla Kurdów znalazła się broń maszynowa, amunicja, pociski przeciwpancerne, pojazdy opancerzone, noktowizory, kaski, kamizelki, radiostacje. Pod koniec sierpnia 2014 uzbrojenie dla Peszmergów zaczęły wysyłać Albania i Chorwacja. Albania wysłała 22 miliony nabojów do karabinków AKM, 15 tys. ręcznych granatów i 32 tys. pocisków artyleryjskich.
Komisja Europejska zapowiedziała zwiększenie pomocy humanitarnej dla Iraku do 17 mln euro. 15 sierpnia 2014 w Brukseli miało miejsce spotkanie ministrów spraw zagranicznych UE, którzy omówili kwestie wsparcia pomocą humanitarną uchodźców z północy Iraku. Do akcji pomocy dla uchodźców przyłączyła się również Polska, która przeznaczyła 100 tys. złotych na wyposażenie i sprzęt dla szkoły podstawowej w Irbilu, do której uczęszczały dzieci z ogarniętych konfliktem terenów. Szwecja wyraziła poparcie dla akcji wojskowej USA, ale ze względu prawa krajowego, zapewniła wsparcie jedynie operacji humanitarnej. Z kolei Dania zobowiązała się wysłać w rejon konfliktu samoloty transportowe Hercules wraz z 55 żołnierzami i wsparcie finansowe.
4 września 2014 Kanada ogłosiła plan wysłania 100 doradców wojskowych dla wsparcia sił kurdyjskich. Do dostarczenia Irakijczykom kilkunastu milionów sztuk amunicji i kilku tysięcy granatów o łącznej wartości 6,2 mln złotych zobowiązały się Czechy. Praga sprzedała również 15 czeskich poddźwiękowych odrzutowych samolotów bojowych Aero L-159.

## Reakcje międzynarodowe na pierwsze naloty w Iraku oraz strategia Obamy
W drugim dniu operacji bojowej Barack Obama wyraził dumę z uniemożliwienia Państwu Islamskiemu „masakrowania ludzi”. Poinformował, że brytyjski premier David Cameron i prezydent Francji François Hollande zapewnili go w rozmowie telefonicznej, że poprą wysiłki humanitarne, zainicjowane przez Stany Zjednoczone w północnym Iraku. Tego samego dnia minister spraw zagranicznych Iraku w latach 2003-2014, Huszjar Zibari, ocenił naloty USA jako „bardzo skuteczne”, dzięki którym Peszmerga mogła przejść do kontrofensywy. Tymczasem ekstremiści z Państwa Islamskiego odgrażali się, że powieszą flagę Allaha na Białym Domu.
15 sierpnia 2014 Rada Bezpieczeństwa ONZ przyjęła rezolucję nr 2170, nakładającą sankcje na sześciu ludzi, finansujących i rekrutujących ludzi m.in. do bojówek Państwa Islamskiego. Wśród sześciu osób, wobec których rezolucja zarządziła międzynarodowy zakaz podróżowania, zamrożenie aktywów finansowych i embargo na broń, był Abu Muhammad al-Adnani – rzecznik Państwa Islamskiego.
Już od 26 sierpnia 2014 amerykańskie lotnictwo bezzałogowe dokonywało lotów zwiadowczych nad Syrią, bez zapytania o zgodę tamtejszego rządu. Ich celem było zbieranie danych o pozycjach Państwa Islamskiego na terenie Syrii. Nie było to pierwsze zaangażowanie militarne Stanów Zjednoczonych w Syrii. Po egzekucji Jamesa Foleya okazało się, iż w nocy 4 lipca 2014, komandosi jednostki Delta Force, próbowali odbić dziennikarza z rąk dżihadystów, jednak wdając się w walkę pod bazą „Usama ibn Ladin” we wsi Ukajrisza pod Ar-Rakką, komandosi wycofali się.
10 września 2014 Barack Obama ogłosił strategię walki z Państwem Islamskim. Prezydent USA podkreślił „długoterminową konieczność zaangażowania Amerykanów, zarówno dyplomatycznego jak i militarnego”. Obama, mimo gróźb Państwa Islamskiego egzekucji kolejnych zakładników zachodnich, zapowiedział kontynuacje nalotów na Irak i rozszerzenie ich na Syrię. Obama wykluczył operację lądową. W zamian ogłosił plan dozbrajania i pomocy szkoleniowej dla sił kurdyjskich i irackich walczących z Państwem Islamskim oraz umiarkowanych rebeliantów syryjskich. Amerykańskie media pozytywnie oceniły strategię Obamy, dodając, że została ona wymuszona po trzyletniej bezczynności Stanów Zjednoczonych wobec Syrii.
Po ogłoszeniu strategii przez Obamę, Francja zadeklarowała gotowość przystąpienia do operacji lotniczej pod egidą USA. Dotychczas Francja podobnie jak Wielka Brytania dokonywała lotów zwiadowczych nad Irakiem, brała udział w operacji humanitarnej i dozbrajała jednostki kurdyjskie. Z kolei Turcja odmówiła wzięcia udziału w operacjach zbrojnych przeciwko Państwu Islamskiemu w ramach koalicji międzynarodowej pod wodzą USA. Niemniej Turcja brała udział w operacji humanitarnej i dawała wsparcie logistyczne, w postaci udostępnienia swoich baz wojskowych. Udziału w operacji militarnej nie wykluczył Londyn, z kolei Berlin był przeciwnego zdania. Wysłanie sił powietrznych i komandosów do Iraku zapowiedziała Australia. W skład 600-osobowego kontyngentu ma wchodzić 400 członków australijskich sił powietrznych i 200 żołnierzy sił specjalny oraz osiem samolotów wielozadaniowych F/A-18 Super Hornet, stacjonujących w Zjednoczonych Emiratach Arabskich. Państwa arabskie takie jak Arabia Saudyjska poparły powołanie międzynarodowej koalicji przeciwko IS.
14 września 2014 kilka krajów arabskich zgłosiło gotowość przeprowadzenia nalotów w Iraku wymierzonych w Państwo Islamskie. Prośbę o współpracę z międzynarodową koalicją odrzucił Iran. Teheran nie został zaproszony na międzynarodową konferencję w Paryżu poświęconej sytuacji w Iraku, z powodu sprzeciwu Arabii Saudyjskiej. Konferencja odbyła się 15 września 2014. Podczas konferencji, w której udział wzięło 28 państw i organizacji międzynarodowych, prezydent Iraku Fuad Masum wezwał do pilnej interwencji z powietrza przeciwko dżihadystom. Chęć przystąpienia do zbrojnej koalicji ogłosiła Francja. Państwa arabskie biorące udział w konferencji zadeklarowały wsparcie finansowe i logistyczne. W nocie kończącej spotkanie, napisano, iż „Irakowi zostanie udzielona stosowna pomoc wojskowa w walce z dżihadystami z Państwa Islamskiego”.
17 września 2014 Izba Reprezentantów przegłosowała pozwolenie na szkolenie i dozbrajanie syryjskich rebeliantów do walki przeciwko Państwu Islamskiemu. Oprócz umiarkowanych rebeliantów z kręgu Wolnej Armii Syrii, w tym Harakat al-Hazm Stany Zjednoczone dozbrajały Armię Mudżahedinów. Dozbrajanie przez Amerykanów umiarkowanych rebeliantów zakończyło się w lutym 2015 konfliktem między syryjskimi bojówkami wywodzącymi się z Wolnej Armii Syrii a radykałami z ugrupowania Dżabhat an-Nusra, będącą syryjską siatką Al-Ka’idy. Efektem walk w szeregach syryjskiej opozycji zbrojnej było rozwiązanie ugrupowania Harakat al-Hazm i przejęcie amerykańskiego uzbrojenia przez Dżabhat an-Nusra.

## Poszerzanie koalicji międzynarodowej i losy kampanii irackiej

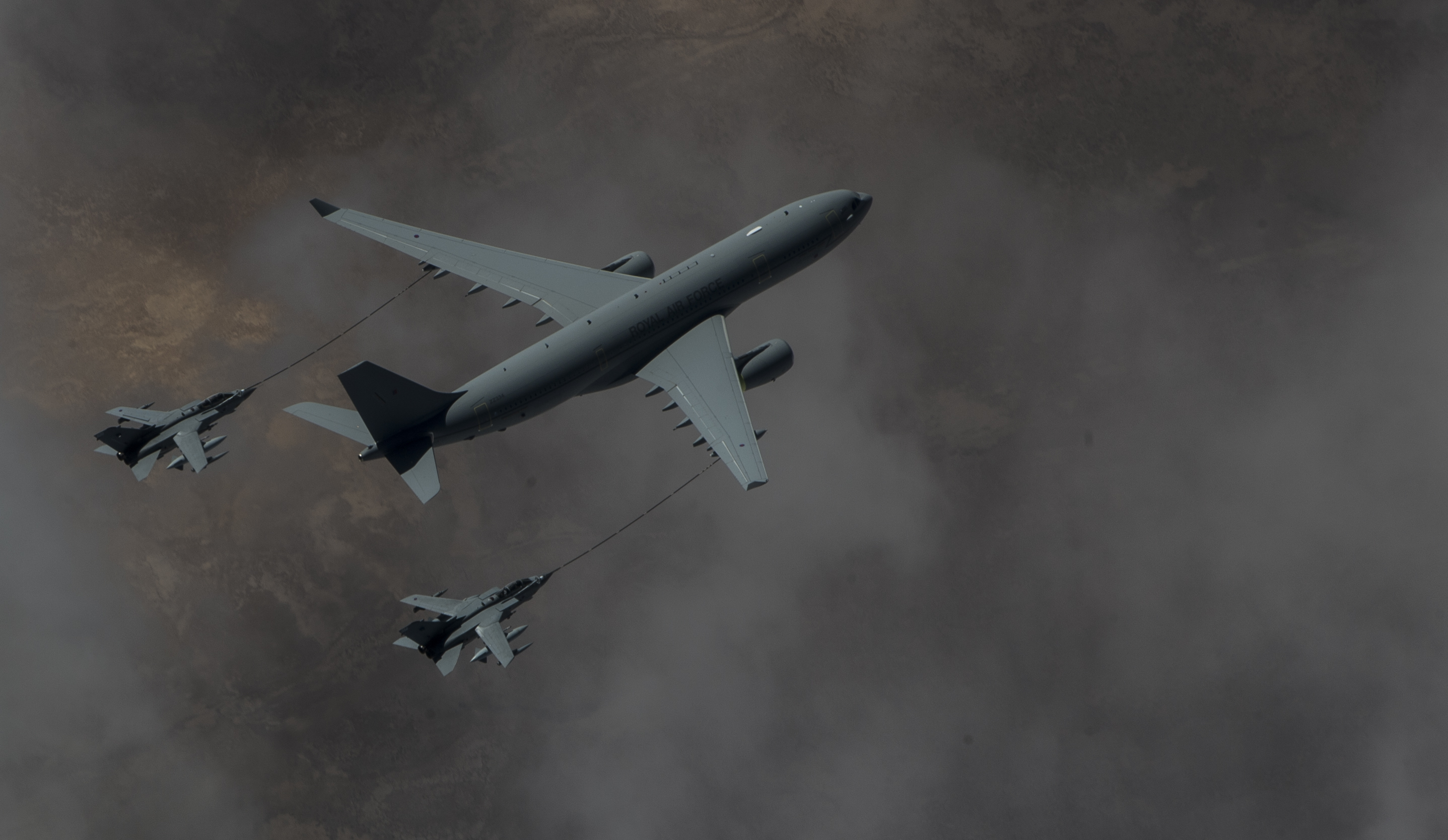
Brytyjskie odrzutowce Panavia Tornado tankujące w powietrzu nad Irakiem

19 września 2014 o godz. 9:40 myśliwce wielozadaniowe Rafale przeprowadziły pierwszy nalot na magazyn rebeliantów w północnym Iraku. Był to wstęp dla francuskiej operacji pod kryptonimem „Chammal” (od francuskojęzycznej nazwy występującego na Półwyspie Arabskim wiatru Szamal), która stanowiła odpowiednik misji InherentResolve. Pięć dni później holenderski rząd zdecydował o wysłaniu sześciu samolotów wielozadaniowych F-16 do „międzynarodowej walki przeciwko Państwu Islamskiemu”. 26 września 2014 brytyjski parlament autoryzował operację lotnicza pod kryptonimem „Shader”. Tego samego dnia Belgia oraz Dania zdecydowała o wysłaniu swoich samolotów F-16 nad niebo Iraku. Odpowiednio 3 października i 7 października 2014, władze Australii (operacja „Okra”) i Kanady (operacja „Impact”) zdecydowały o przystąpieniu do międzynarodowej koalicji.
Operacja mimo wysokich kosztów - do 22 października 2014 Stany Zjednoczone poniosły koszt 424 mln dolarów dla obu operacji lotniczych - przynosiła pewne efekty. Pod koniec września 2014 naloty koalicji zapobiegły zajęciu miasta Amarijja al-Falludża (leżącego 40 km na zachód od Bagdadu) i efekcie ewentualnemu szturmowi na iracką stolicę.
Na początku grudnia 2014 do operacji lotniczej zarówno w Iraku jak i Syrii przystąpiły siły powietrzne Maroka. Cztery marokańskie samoloty F-16 Fighting Falcon bombardowały pozycje Państwa Islamskiego w pobliżu Bagdadu. 14 grudnia 2014, 100 amerykańskich instruktorów obsługujących bazę sił powietrznych Al Asad leżącą w pobliżu miasta Hit w prowincji Anbar i oblężoną przez bojowników IS, odparło przy wsparciu międzynarodowych sił powietrznych szturm dżihadystów. Było to pierwsze starcie na lądzie między siłami USA i Państwa Islamskiego. W dniach 17-21 grudnia 2014, międzynarodowa koalicja odegrała istotną rolę przy wsparciu kurdyjskiej kontrofensywy zakończonej przełamaniem oblężenia Gór Sindżar w prowincji Niniwa. W tamtejszym masywie górskim od czterech miesięcy odcięci od świata byli miejscowi jezydzi mordowani przez bojowników Państwa Islamskiego. Jednostki kurdyjskie pod dowództwem Peszmergi weszły do miasta Sidżar i zajęły jego północą część. 25 grudnia 2014 w nalocie międzynarodowej koalicji zginął samozwańczy gubernator Mosulu z ramienia Państwa Islamskiego - Hassan Sajid Al-Dżaburi. Była to dotąd najwyższa ranga postać Państwa Islamskiego wyeliminowana w drodze nalotów.
W połowie stycznia 2015, wysłani na front pod Mosulem, kanadyjscy instruktorzy wojskowi szkolący kurdyjską Peszmergę, zostali zaatakowani przez zgrupowanie Państwa Islamskiego. W oświadczeniu kanadyjskich sił zbrojnych, podczas potyczki nie ucierpiał żaden żołnierz, a „zneutralizowana” została bliżej nieznana liczba napastników. Podobny incydent miał miejsce 29 stycznia 2015. Z kolei 6 marca 2015, podczas szkolenia w incydencie typu „friendly fire” zastrzelony został kanadyjski wojskowy. 20 stycznia 2015, według Syryjskiego Obserwatorium Praw Człowieka w nalocie sił koalicji w irackim mieście granicznych Al-Ka'im ranny został samozwańczy kalif Państwa Islamskiego Abu Bakr al-Baghdadi. Lider Państwa Islamskiego został ewakuowany na rekonwalescencje w głąb ziem kontrolowanego przez dżihadystów kalifatu na terenie Syrii.
4 lutego 2015, zakres swoich operacji lotniczych na terytorium Iraku rozszerzyła Jordania. Była to odpowiedź na publikację filmu ze spalenia żywcem jordańskiego pilota Muatha al-Kasasbiha pojmanego na terytorium Syrii w grudniu 2014. Do połowy marca 2015, Stany Zjednoczone na terenie Iraku i Syrii dokonały 5314 nalotów przeciwko pozycjom i instalacjom wojskowym Państwa Islamskiego.
25 marca 2015, amerykańskie lotnictwo przyłączyło się do uderzeń na pozycje Państwa Islamskiego, broniącego od początku marca 2015 miasta Tikrit, szturmowanego przez wojsko irackie, a także sprzymierzone z nim szyickie milicje finansowane w większości przez Iran. W efekcie amerykańskich nalotów z udziału w bitwie wycofały się szyickie bojówki, które w trzy tygodnie odbiły z rąk sunnickich dżihadystów 90% powierzchni miasta. Szyickie bojówki oskarżyły iracki rząd Hajdara al-Abadiego o korzystanie z amerykańskich usług, co nie równało się z irańską racją stanu. Mimo pojawienia się wspólnego wroga zarówno dla Stanów Zjednoczonych jak i Iranu, państwa te nie potrafiły wspólnie kooperować w zakresie walki z Państwem Islamskim. Na terenie Iraku, Iran prowadził niezależną od zachodniej i arabskiej koalicji międzynarodowej operację militarną wymierzoną w Państwo Islamskie.

## Kampania lotnicza na terytorium Syrii

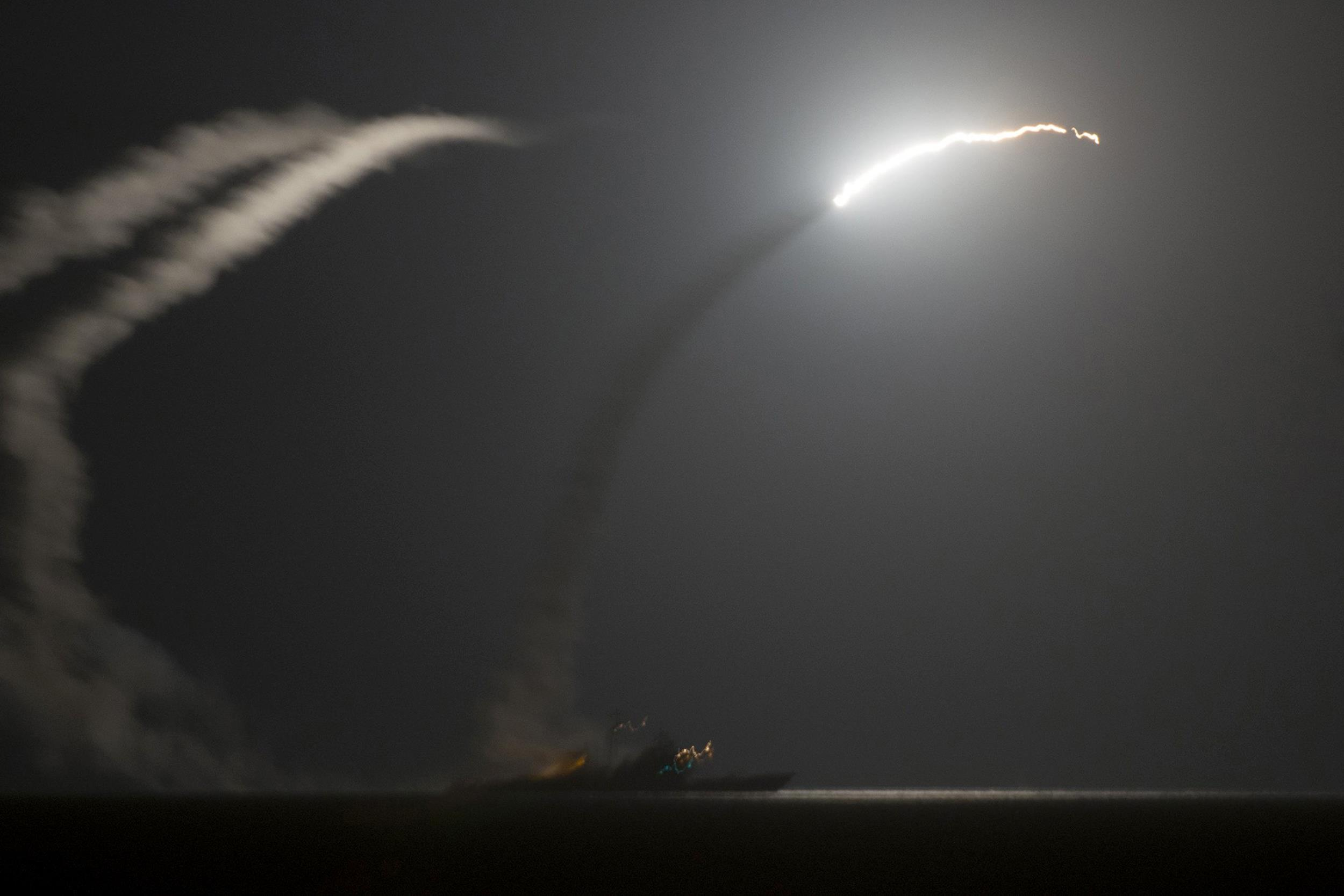
Pocisk manewrujący Tomahawk wystrzelony z USS „Arleigh Burke” 23 września 2014

W nocy z 22 na 23 września 2014, lotnictwo Stanów Zjednoczonych i krajów arabskich takich jak Bahrajn, Jordania, Katar, Arabia Saudyjska i Zjednoczone Emiraty Arabskie, rozpoczęło bombardowanie pozycji dżihadystów na terenie Syrii. Naloty były prowadzone i koordynowane podobnie jak w przypadku Iraku przez Centralne Dowództwo Stanów Zjednoczonych. Jako pierwszy o nalotach poinformował rzecznik Pentagonu, kontradmirał John Kirby. Bombardowania rozpoczęto o godz. 2:30 czasu lokalnego. Podczas pierwszej fali bombardowań, która trwała do godz. 4:00, zaatakowano około 20 pozycji zajmowanych przez ekstremistów, w tym budynki siedzib władz islamistycznych. Zbombardowano zajętą przez Państwo Islamskie Bazę 93. Dywizji pod Ar-Rakką, Bazę Sił Powietrznych Tabka oraz pozycje w mieście Tall Abjad, i Ajn Izza. Arabia Saudyjska wysłała odrzutowce Panavia Tornado oraz myśliwce Eurofighter Typhoon, Bahrajn trzy myśliwce oraz Jordania i Zjednoczone Emiraty Arabskie kilka myśliwców. Katar udostępnił samolotom koalicji swoje bazy.
Ponadto z okrętów: krążownika USS „Philippine Sea” i niszczyciela USS „Arleigh Burke” stacjonujących na międzynarodowych wodach Zatoki Perskiej i Morza Czerwonego wystrzelono 47 pocisków manewrujących Tomahawk. Spadły one na należące do IS magazyny z bronią i budynki w Ar-Rakce oraz punkty kontrolne w mieście i okolicach. Zbombardowanie Ar-Rakki spowodowało exodus tamtejszej ludności cywilnej. W operacji lotniczej wzięły udział myśliwce F-15, F-16, bombowiec B-1B, pierwszy raz w historii wykorzystano też w misji bojowej myśliwce F-22. W kolejnej serii bombardowań dokonano co najmniej 30 ataków z powietrza. Bombardowano cele w mufahazie Ar-Rakka i Dajr az-Zaur. Pociski spadły również na pozycję pod Al-Hasaką (na miasto Al-Hul i Asz-Szadidi) i przejście graniczne Abu Kamal. Amerykanie dokonali uderzenia na dżihadystów, którzy oblegali kurdyjskie Ajn al-Arab. Celem ataków lotniczych były także pozycje Dżabhat an-Nusra w muhafazie Aleppo i Idlib. W bombardowaniach, w których użyto łącznie 160 bomb lotniczych, zginęło 70 bojowników IS, 50 członków Dżabhat an-Nusra oraz ośmiu cywilów, w tym troje dzieci. Rannych zostało także 300 bojowników IS, z czego 100 najciężej rannych wywieziono do Iraku. Celem nalotów było także islamistyczne ugrupowanie Churasan, złożonego z weteranów Al-Ka’idy. W ośmiu atakach na zachód od Aleppo zniszczono fabrykę broni i amunicji, a także obóz treningowy organizacji oraz instalacje komunikacyjne.
Naloty na Państwo Islamskie w Syrii z zadowoleniem przyjęła opozycyjna Syryjska Koalicja Narodowa na rzecz Opozycji i Sił Rewolucyjnych. Władze syryjskie ogłosiły, iż nie zezwoliły na naloty koalicji międzynarodowej w swoim terytorium, jednak zostały poinformowane przez USA tuż przed ich rozpoczęciem i dopóki będą się one ograniczać do pozycji zajmowane przez Państwo Islamskie, to Syryjskie Arabskie Siły Zbrojne nie będą interweniować. Syryjski rząd dodał, że koordynował z Irakiem działania przeciwko Państwu Islamskiemu „na najwyższym szczeblu”, nie przestanie walczyć z dżihadystami i był gotowy na współpracę z każdym międzynarodowym przedsięwzięciem przeciwko terroryzmowi. Iran, który także został uprzedzony przez USA o rozszerzeniu kampanii na Syrię, a także Rosja podkreślały „naruszenie suwerenności terytorialnej” Syrii. Ponadto ministerstwo spraw zagranicznych Rosji, ogłosiły, iż naloty koalicji doprowadzą do „destabilizacji sytuacji geopolitycznej”. Przeciwny nalotom na terenie był również libański Hizb Allah, mimo że Państwo Islamskie zagrażało temu ugrupowaniu szyickiemu.
Z zadowoleniem informację o nalotach na pozycję Państwa Islamskiego w Syrii przyjął również sekretarz generalny ONZ Ban Ki-moon. Dodał jednak, że zaangażowane strony „muszą przestrzegać międzynarodowego prawa humanitarnego i podjąć wszelkie środki ostrożności w celu uniknięcia i zminimalizowania ofiar cywilnych”. Pochwałę dla nalotów w Syrii wyrazili premierzy Australii i Holandii, Tony Abbott oraz Mark Rutte, który ogłosił, iż jego rząd rozważa możliwość, przyłączenia się do walki z IS.
Arabska koalicja pod wodzą Stanów Zjednoczonych w głównej mierze atakowała pozycje Państwa Islamskiego w północno-wschodniej Syrii. Częstym obiektem nalotów była Ar-Rakka stolica Państwa Islamskiego. Lotnictwo międzynarodowe aktywnie wspierało kurdyjskie Powszechne Jednostki Ochrony (YPG) broniącego od września 2014 do stycznia 2015 oblężonego miasta zamieszkałego przez Kurdów Ajn al-Arab (kurd. Kobani). Dzięki nieustannym nalotom koalicji udało zniszczyć się potencjał bojowy Państwa Islamskiego w pobliżu miasta i przełamać Kurdom oblężenie.
24 grudnia 2014 jordański samolot F-16 rozbił się w pobliżu Ar-Rakki z powodu usterki technicznej. Jego pilot porucznik Muath Al-Kasasbih przeżył katastrofę, jednak został pojmany przez dżihadystów. Początkowo Państwo Islamskie zaproponowało wymianę zakładnika za swoich uwięzionych bojowników. W nocy 1 stycznia 2015 jordańskie siły specjalne podjęły nieudaną próbę odbicia porucznika. Niebawem jordański pilot został spalony żywcem, co zostało dokumentowane na filmie opublikowanym 3 lutego 2015 przez Państwo Islamskie, szeroko argumentującym powody egzekucji na pilocie. W odpowiedzi siły jordańskie rozszerzyły skalę operacji lotniczej pod względem częstotliwości i obszaru nalotów, a także dokonały egzekucji więzionych terrorystów na swoim terytorium. 9 kwietnia 2015 Kanada dokonała pierwszego nalotu na terytorium Syrii.
Po pół roku trwania operacji lotniczej na terenie Syrii (do 23 marca 2015) w nalotach zginęło 1953 osoby, w tym 1797 bojowników Państwa Islamskiego, 90 bojowników Dżabhat an-Nusra oraz 66 cywilów. Ponadto według amerykańskiego dowództwa interwencji międzynarodowej w Iraku w efekcie bombardowań zginęło niemal 7 tys. bojowników Państwa Islamskiego.
Po wysadzeniu przez terrorystów rosyjskiego samolotu Airbus A321 31 października 2015 roku, Rosja rozpoczęła w odwecie zmasowane ataki na pozycje Państwa Islamskiego w Syrii. 17 listopada 2015 roku bombowce Tu-22M, Tu-95MS i Tu-160 dokonaly ataków pociskami samosterującymi na cele w muhafazach Rakka, Dajr az-Zaur, Aleppo i Idlib.

## Międzynarodowe operacje zbrojne przeciwko Państwu Islamskiemu w Afryce
Oprócz Syrii i Iraku, Państwo Islamskie zajęło tereny we wschodniej Libii, wykorzystując tamtejszy chaos i rozbicie państwa na dwie części. 12 lutego 2015, tamtejsi dżihadyści dokonali w pobliżu miasta Darna egzekucji na 21 Egipcjanach, porwanych na przełomie grudnia 2014 i stycznia 2015 w Syrcie. Po publikacji nagrania video ze ścięcia zakładników, egipskie siły powietrzne 16 lutego 2015 za zgodą uznanego przez arenę międzynarodową rządu w Tobruku rozpoczęły naloty na stanowiska Państwa Islamskiego w Libii.
Także w Nigerii doszło do międzynarodowej interwencji przeciwko dżihadystom. Nigeria od 2009 roku była areną islamskiej rebelii ugrupowania Boko Haram, które przysięgło wierność Państwu Islamskiemu i rozpoczęło działania zbrojne pod ich sztandarem. Wobec poważnego zagrożenia dla Afryki Zachodniej, na początku 2015 roku, uformowała się międzynarodowa koalicja wojsk Nigerii, Nigru, Czadu i Kamerunu, które interweniowały na początku lutego 2015 w północno-wschodniej Nigerii i odbijały kolejne miasta i ziemie z rąk dżihadystów. Interwencja powietrzna i lądowa sił sprzymierzonych zniszczyła potencjał bojowy Boko Haram, a 27 marca 2015 międzynarodowa koalicja odbiła Gwozę - stolicę samozwańczego kalifatu Boko Haram.

## 2016
Wojska irackie wspomagane przez peszmergów i innych bojowników rozpoczęły ofensywę mającą na celu odbicie Mosulu z rąk tzw. Państwa Islamskiego. Wsparcie lotnicze operacji ma zapewnić międzynarodowa koalicja pod przywództwem Stanów Zjednoczonych.
W sierpniu 2016 roku Turcja rozpoczęła w północnej Syrii operację Tarcza Eufratu, wymierzoną teoretycznie przeciw Państwu Islamskiemu, a faktycznie przeciw Kurdom. W jej trakcie doszło do zaciętych walk wokół bronionego przez bojowników islamskich ufortyfikowanego miasta Al-Bab, przy tym Turcja nie dysponowała tam wystarczającym własnym wsparciem z powietrza. 30 grudnia 2016 roku zawarto porozumienie między opozycją w wojnie domowej w Syrii a reżimem Asada, wspieranym przez Rosję, co pozwoliło skupić większe siły przeciw Państwu Islamskiemu. Od 25 grudnia rosyjskie lotnictwo atakowało cele w rejonie Al-Bab, natomiast 12 stycznia 2017 roku doszło do formalnego nawiązania współpracy Rosji z Turcją, na skutek czego rosyjskie lotnictwo działało na korzyść sił tureckich. Bojownicy w rejonie Al-Bab byli zaś atakowani w lutym przez działające niezależnie wojsko tureckie, syryjskie siły rządowe i Kurdów. 9 lutego doszło do omyłkowego ataku rakietami przez rosyjski samolot na pozycje tureckie, na skutek czego zginęło trzech żołnierzy, a 11 raniono, co wraz ze zdobyciem Al-Bab spowodowało zakończenie współpracy obu krajów.
W styczniu 2017 roku lotnictwo koalicyjne w ramach operacji Inherent Resolve prowadziło intensywne bombardowania w rejonie nieformalnej stolicy dżihadystów – Rakki, głównie w ramach bezpośredniego wsparcia powietrznego. 19 stycznia natomiast bombowce strategiczne B-52 uderzyły na bazę bojowników w północnym Aleppo (raportowano 110 zabitych). Z kolei rosyjskie bombowce Tu-22M3 bombardowały pozycje bojowników w prowincji Dajr az-Zaur. W drugiej połowie stycznia przerzucono do Dajr az-Zaur rosyjskimi samolotami wojsko syryjskie.